# Julian Alaphilippe
Julian Alaphilippe (Saint-Amand-Montrond, 1992. június 11.–) francia kerékpárversenyző, jelenleg a Deceuninck–Quick-Step versenyzője. 2020-ban megnyerte a világbajnokság mezőnyversenyét, majd egy évvel később meg tudta védeni a címét.

## Pályafutása
Alaphilippe 2012-ben kezdte karrierjét az Armée de Terre csapatban. A sikeres év után az Omega-Pharma B-csapatába szerződött. A következő évre már a fő csapatban versenyezhetett, majd a Tour de l’Ainon megszerezte első profi győzelmét a negyedik szakaszon. Legjobb eredménye az évben egy ötödik hely volt GP Ouest France–Plouay versenyen. 

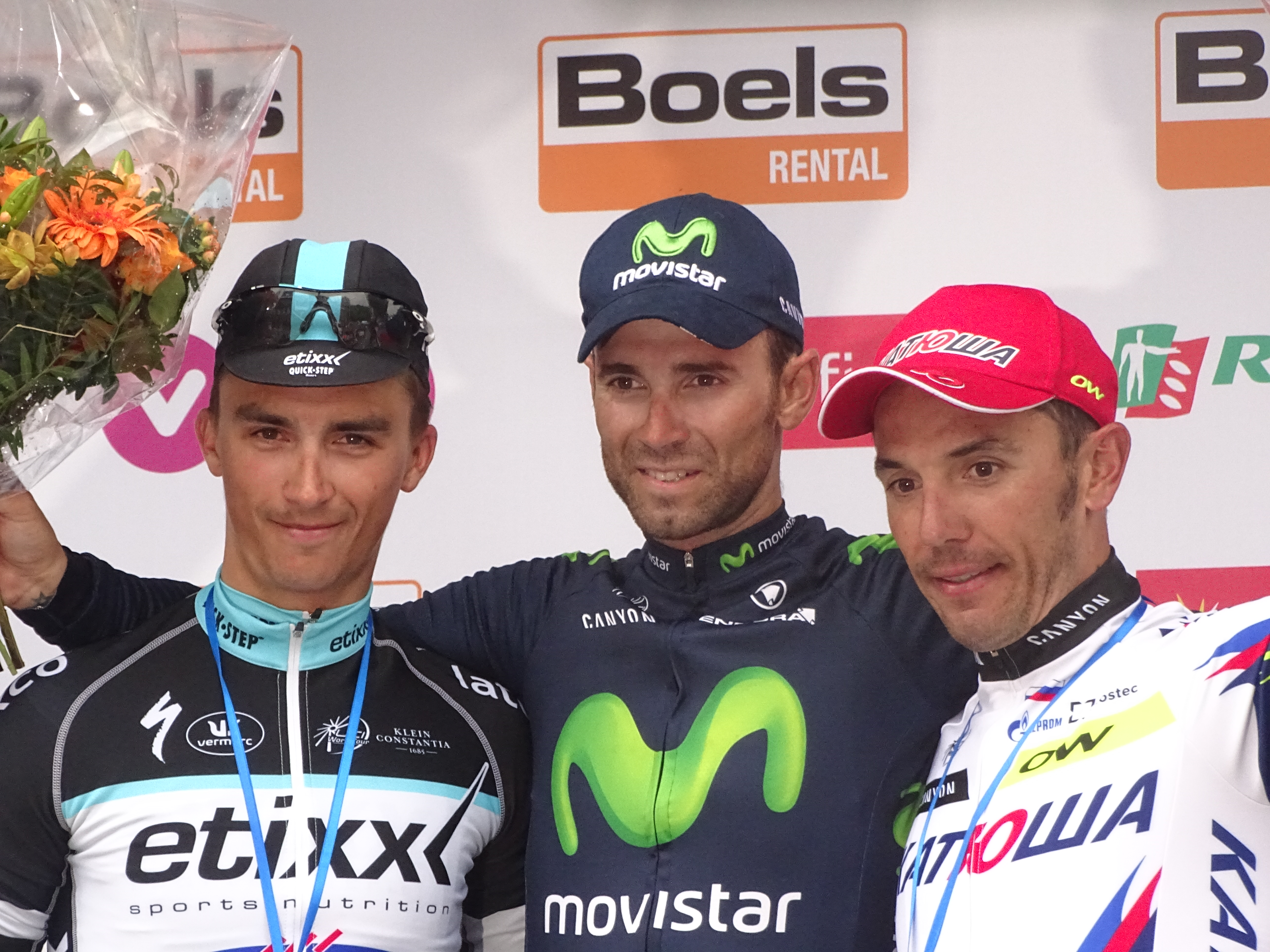
A 2015-ös Flèche Wallonne dobogója (Alaphilippe (balra), Valverde (középen), Albasini (jobbra)

2015-ben Michał Kwiatkowski fő segítőjeként indulhatott a tavaszi egynaposokon az Ardennekben. Az Amstel Gold Race-t a hetedik helyen fejezte be, azonban utána mind a La Flèche Wallonne-on, mind a Liège–Bastogne–Liège-en a második helyen végzett Alejandro Valverde mögött. Később a Tour of Californián az összetett második helyén végzett Peter Sagan mögött. Ezeknek a sikereknek köszönhetően csapata meghosszabbította szerződését, de az év végén mononukleózist diagnosztizáltak nála.

### 2016
2016-ban ismételten második helyen végzett a La Flèche Wallonne-on, ismét Valverde mögött. Azonban ebben az évben Kaliforniában már meg tudta nyerni az összetettet. Ebben az évben indult először a Tour de France-on, ahol viselte a legjobb fiatalnak járó fehér trikót és a 16. szakaszon a legaktívabb versenyzőnek választották. Nyáron még indult az olimpiai játékokon, ahol a mezőnyverseny negyedik helyén végzett.

### 2017

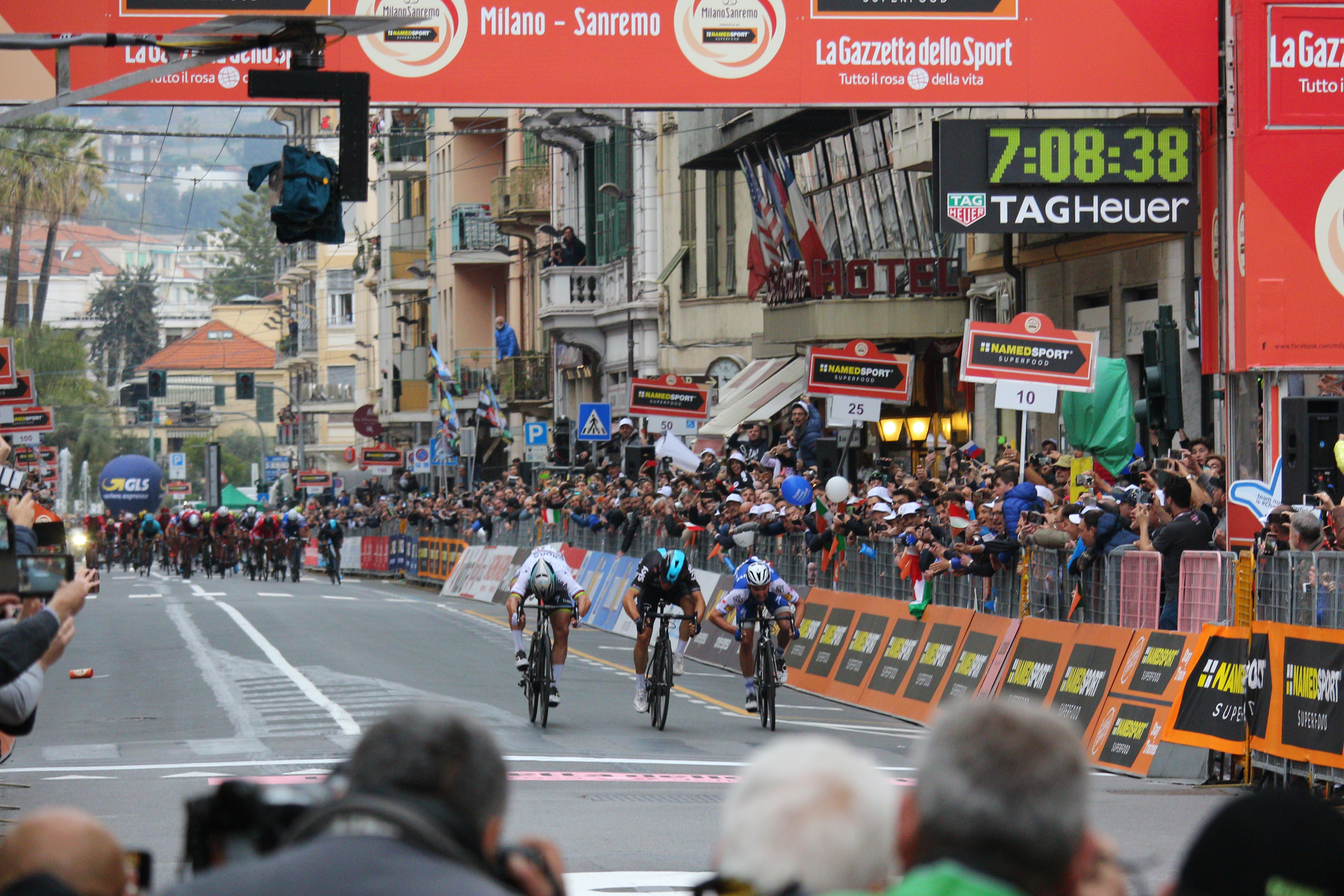
A Milánó–Sanremo befutója

A következő évet két erős ötödik hellyel kezdte az Abu Dhabi Touron és a Párizs–Nizzán. Az év első monumentumán, a Milánó–Sanremo az utolsó hegyen támadott Kwiatkowski és Sagan társaságában, de a sprintben alul maradt, így a harmadik lett. Áprilisban térdsérülést szenvedett így kénytelen volt kihagyni az ardenneki versenyeket a Tour de France-szal együtt. A visszatérésre a Vueltán került sor, ahol a 8. szakaszon megszerezte élete első Grand Tour szakaszgyőzelmét. 

### 2018
2018-ban ismét indult a La Flèche Wallonne-on, ám ezúttal sikerült az, amire eddig nem volt képes: megelőzte Valverdét és megnyerte a versenyt.

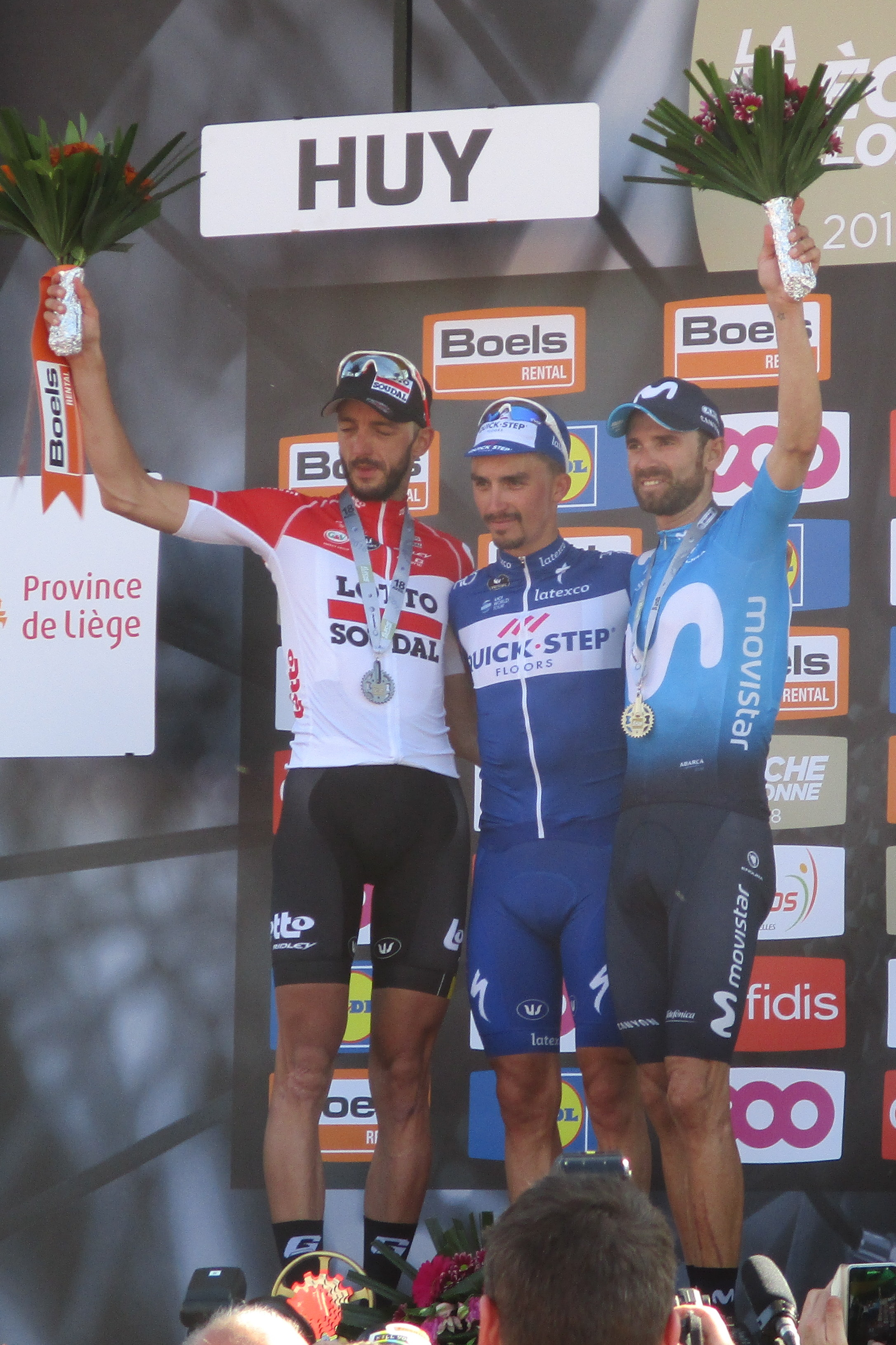
A Fléche Wallonne győzteseként

A nyáron elindult a második Tour de France-án, ahol a 10. és 16. szakaszon egyaránt győzni tudott és megszerezte a legjobb hegyimenőnenk járó pöttyös trikót is. A Tour után elindult a san sebastiáni egynaposon is, ahol az utolsó hegyen Mollemával együtt támadott, majd a célban lesprintelte a hollandot és megnyerte a versenyt.

## Eredmények
| Grand Tourok                    |      |      |      |      |      |      |      |
| Grand Tour                      | 2014 | 2015 | 2016 | 2017 | 2018 | 2019 | 2020 |
| Giro d’Italia                   | –    | –    | –    | –    | –    | –    | –    |
| Tour de France                  | –    | –    | 41   | –    | 33   | 5    | 36   |
| Vuelta ciclista a España        | –    | –    | –    | 68   | –    | –    | –    |
| Egyhetesek                      |      |      |      |      |      |      |      |
| Verseny                         | 2014 | 2015 | 2016 | 2017 | 2018 | 2019 | 2020 |
| Párizs–Nizza                    | –    | 43   | –    | 5    | 18   | –    | 16   |
| Tirreno–Adriatico               | –    | –    | –    | –    | –    | 6    | –    |
| Katalán körverseny              | 83   | Ki   | Ki   | –    | –    | –    | ×    |
| Baszk körverseny                | –    | –    | –    | Ki   | 35   | Ki   | ×    |
| Tour de Romandie                | –    | Ki   | –    | –    | –    | –    | ×    |
| Critérium du Dauphiné           | 57   | Ki   | 6    | –    | 21   | 35   | 24   |
| Tour de Suisse                  | –    | –    | –    | –    | –    | –    | ×    |
| Monumentumok                    |      |      |      |      |      |      |      |
| Verseny                         | 2014 | 2015 | 2016 | 2017 | 2018 | 2019 | 2020 |
| Milánó–Sanremo                  | –    | –    | –    | 3    | 35   | 1    | 2    |
| Flandriai körverseny            | –    | –    | –    | –    | –    | –    | Ki   |
| Párizs–Roubaix                  | –    | –    | –    | –    | –    | –    | ×    |
| Liège–Bastogne–Liège            | –    | 2    | 23   | –    | 4    | 16   | 5    |
| Giro di Lombardia               | Ki   | –    | 60   | 2    | –    | –    | –    |
| Klasszikusok                    |      |      |      |      |      |      |      |
| Verseny                         | 2014 | 2015 | 2016 | 2017 | 2018 | 2019 | 2020 |
| Strade Bianche                  | –    | –    | –    | –    | –    | 1    | 24   |
| Amstel Gold Race                | Ki   | 7    | 6    | –    | 7    | 4    | ×    |
| La Flèche Wallonne              | –    | 2    | 2    | –    | 1    | 1    | –    |
| Clásica San Sebastián           | Ki   | 8    | –    | –    | 1    | Ki   | ×    |
| Grand Prix Cycliste de Québec   | 28   | 46   | 65   | –    | –    | 7    | ×    |
| Grand Prix Cycliste de Montréal | 57   | 60   | 10   | –    | –    | 13   | ×    |

## Fordítás
- Ez a szócikk részben vagy egészben  a   Julian Alaphilippe című angol Wikipédia-szócikk fordításán alapul.  Az eredeti cikk szerkesztőit annak laptörténete sorolja fel. Ez a jelzés csupán a megfogalmazás eredetét és a szerzői jogokat jelzi, nem szolgál a cikkben szereplő információk forrásmegjelöléseként.